# Обыкновенная беличья обезьяна
Обыкновенная беличья обезьяна, или бе́личий саймири́ (лат. Saimiri sciureus) — вид цепкохвостых обезьян из рода саймири.

## Ареал
Ареал — тропические леса Южной Америки, на юг достигают Перу, Боливии, Парагвая кроме высокогорных районов Анд. Селятся около водоёмов группами от 10 до 100 особей, иногда более. Питаются беличьи саймири насекомыми, плодами, орехами, также поедают яйца птиц и птенцов. Иногда в рацион входят моллюски и мелкие лягушки. Образ жизни — дневной, в основном время проводят на деревьях.

## Характеристики вида
Длина тела достигает 25—36 см, хвост — до 40 см. Масса тела — до 1,1 кг. Волосяной покров короткий, кожа в области передней части морды, губы и участок у ноздрей практически без волос, чёрного цвета. Лицевая часть в области глаз, а также уши, горло и бока шеи белого цвета. Беременность длится 168—180 дней, чаще всего появляется один детёныш. Живут особи в среднем 6—8 лет, в неволе — до 9 лет и больше. Известен случай, когда самка прожила 21 год. Диплоидное число хромосом у вида — 44.
Вид часто отлавливают для разведения как домашних питомцев, также особи используются в лабораторных целях.

## Подвиды
У обыкновенной беличьей обезьяны выделяют четыре подвида:
- Saimiri sciureus sciureus
- Saimiri sciureus albigena
- Saimiri sciureus cassiquiarensis
- Saimiri sciureus macrodon

## Галерея

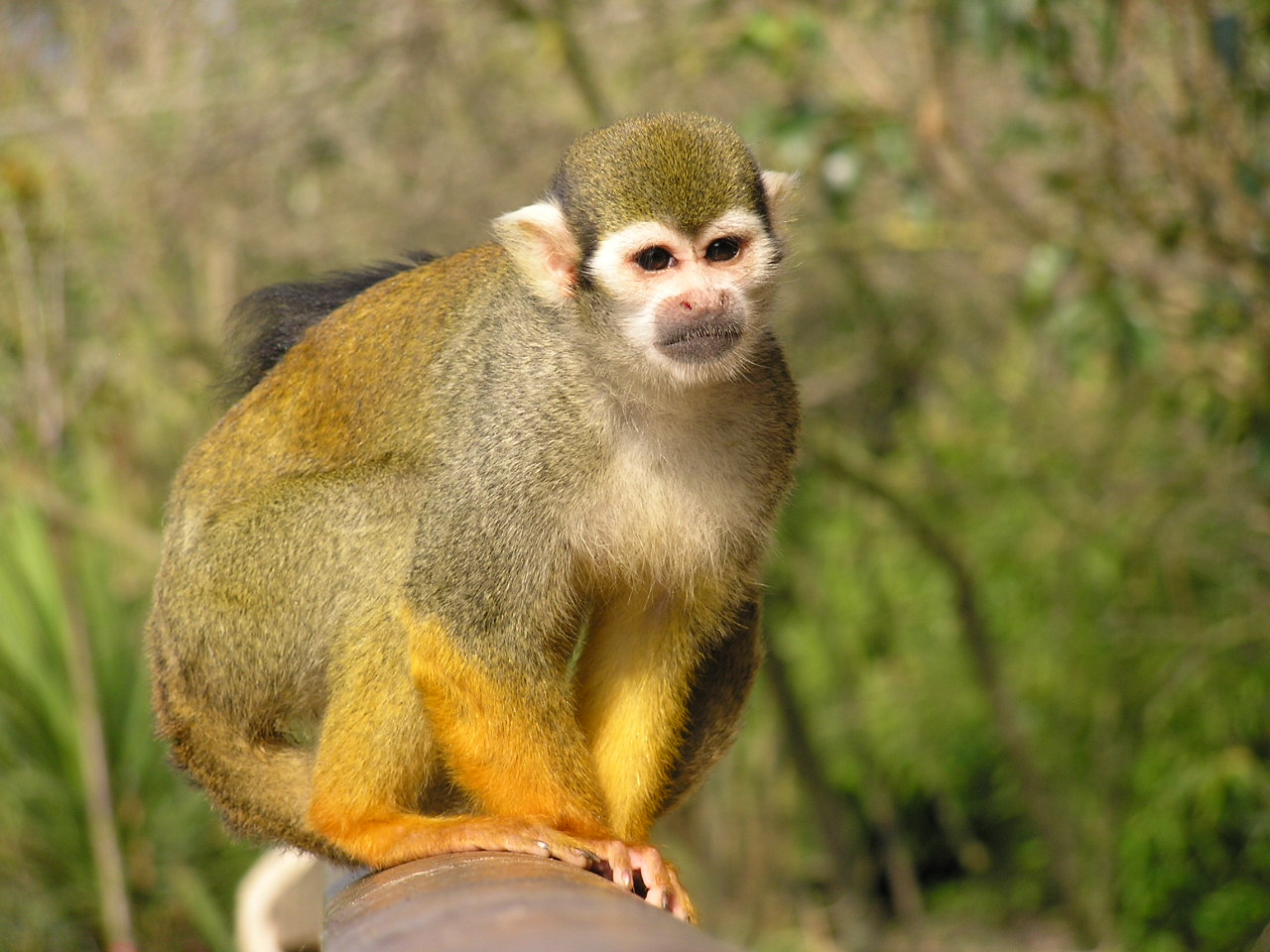
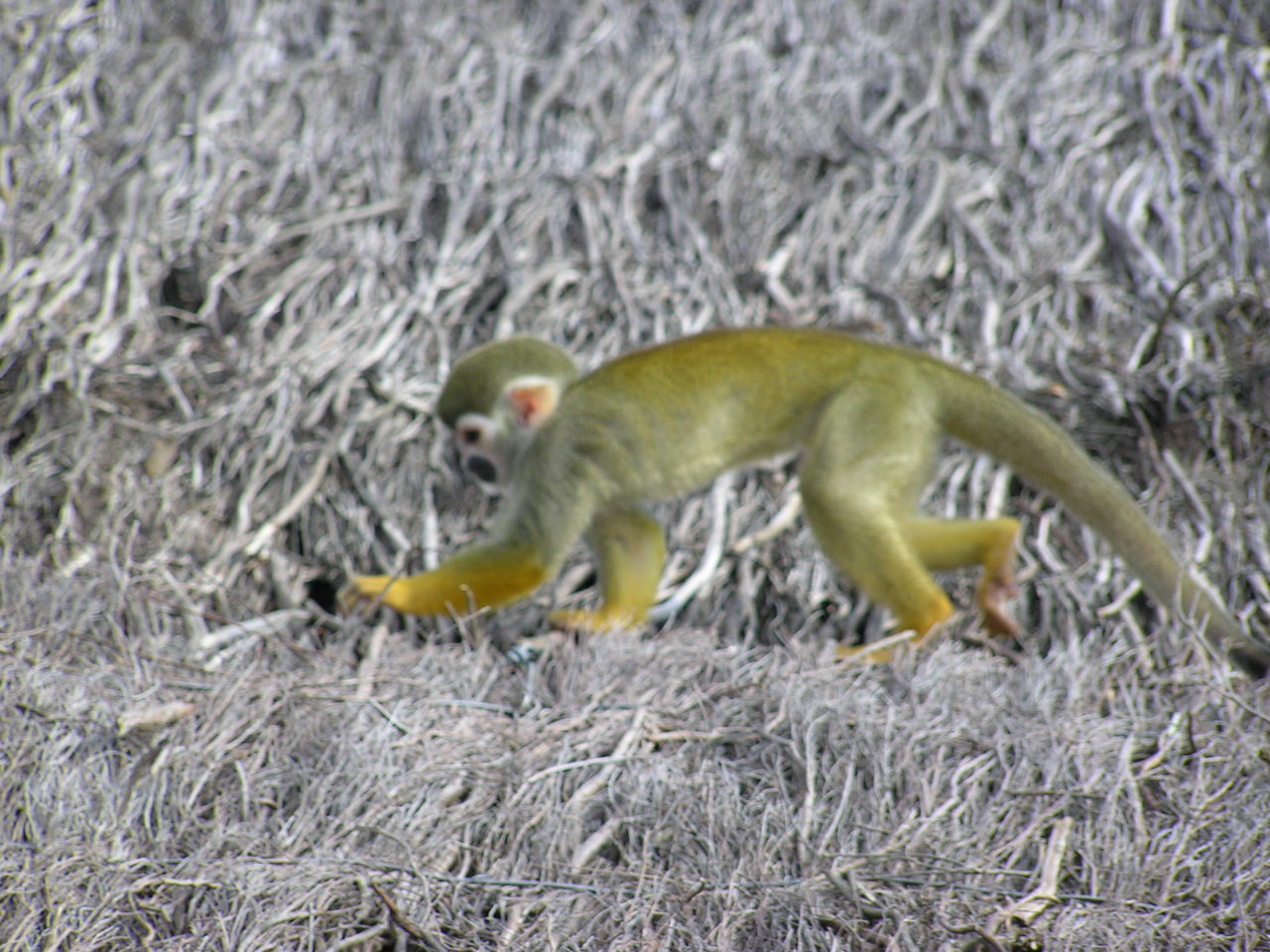
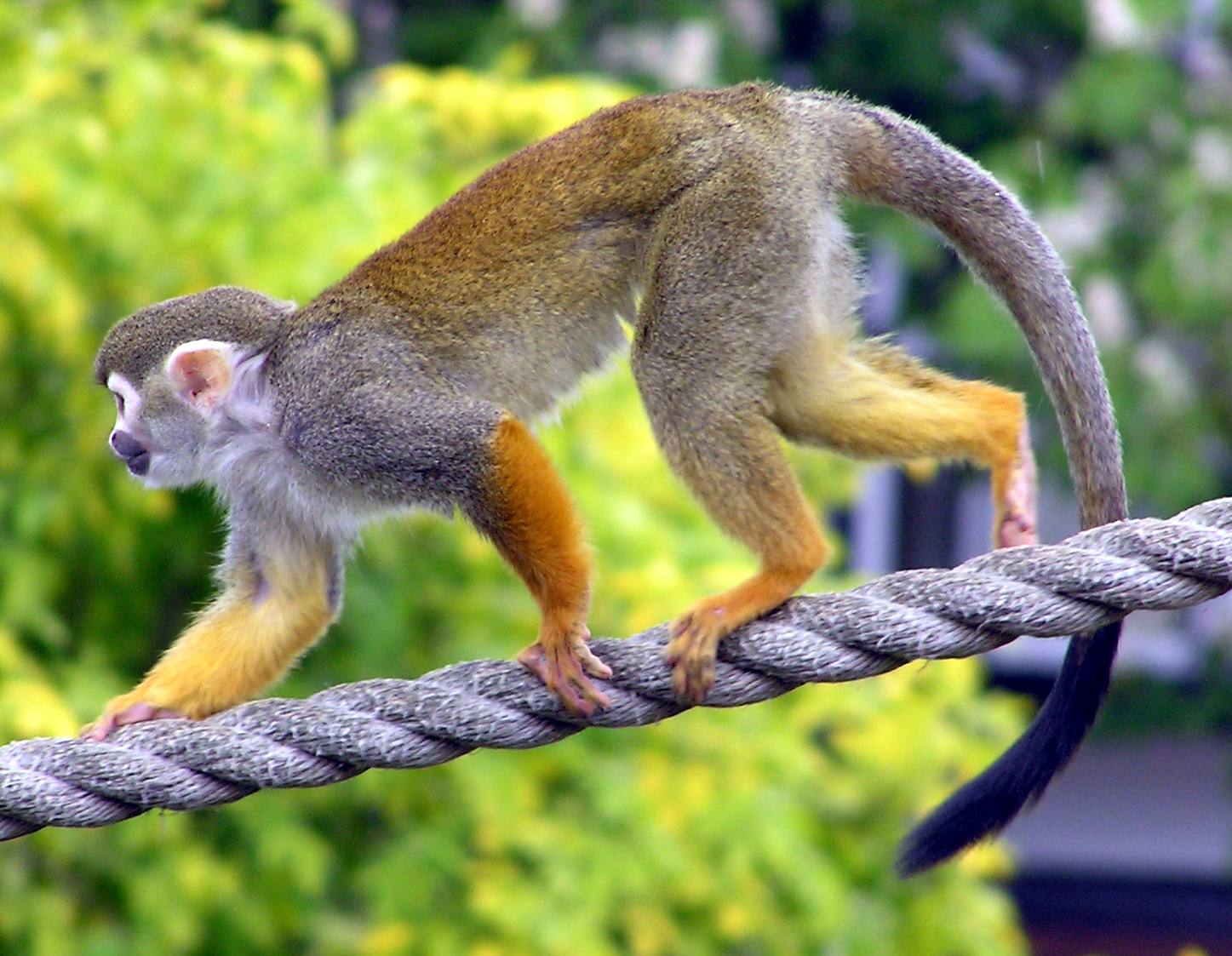
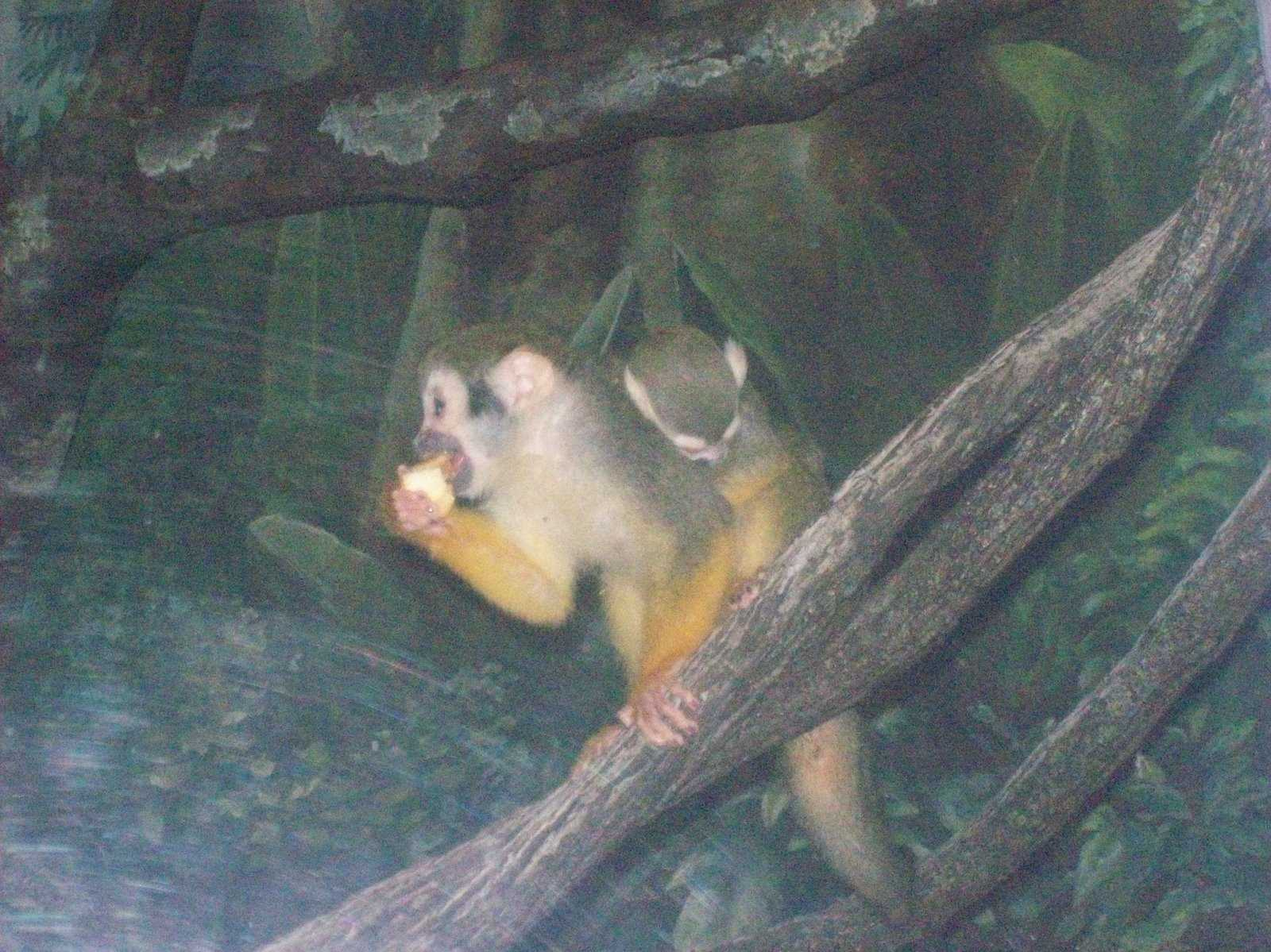
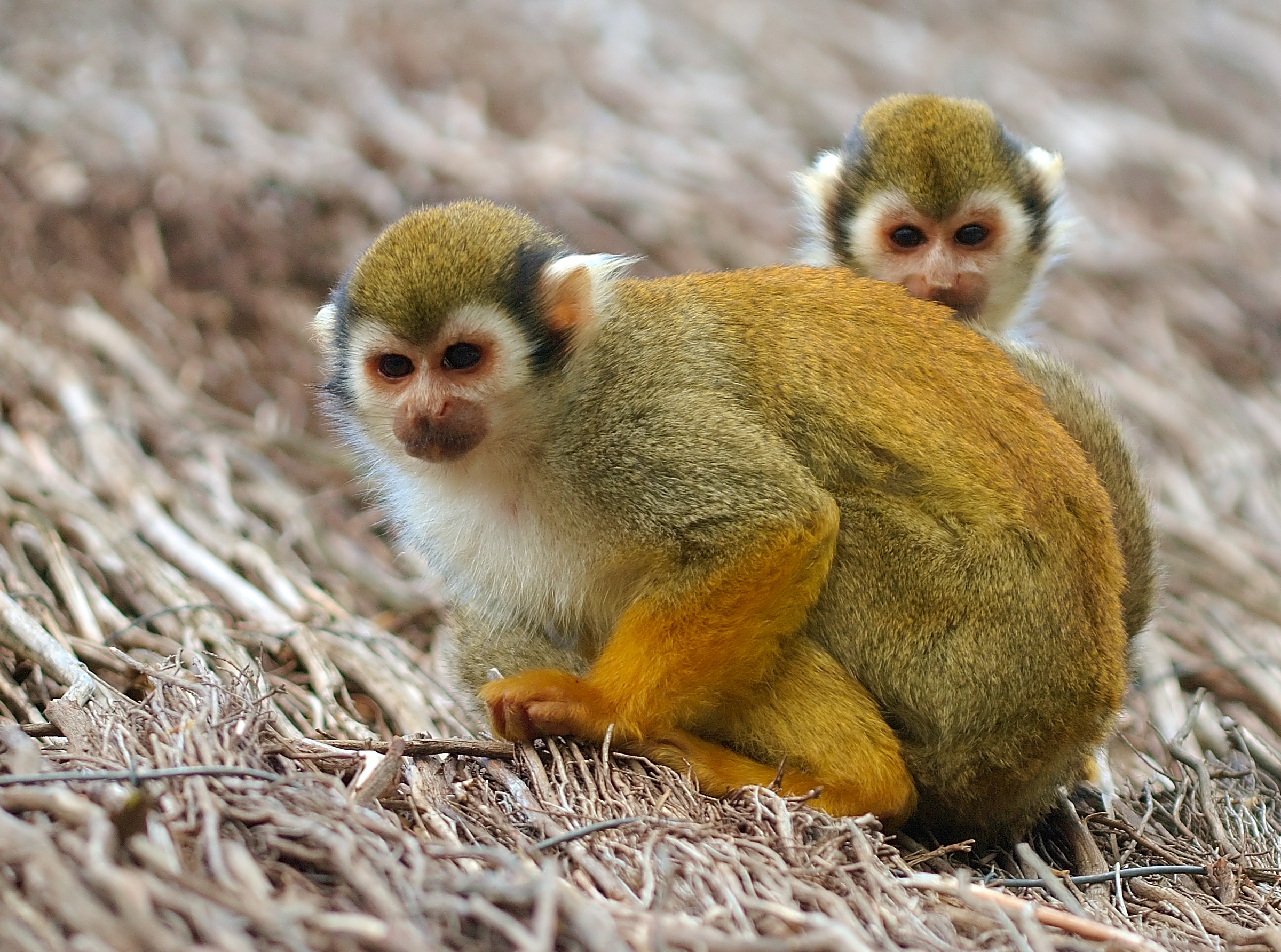